# Chiara Lubich - L'amore vince tutto
Pour plus de détails, voir Fiche technique et Distribution.
Chiara Lubich - L'amore vince tutto est un téléfilm italien diffusé sur Rai 1 le 3 janvier 2021.
Réalisé par Giacomo Campiotti, le film s'inspire librement de la vie de Chiara Lubich, fondatrice en 1943 du Mouvement des Focolari, dont l'objectif est la fraternité universelle, basée sur le dialogue et la paix entre les hommes. Le film a été réalisé et diffusé à l'occasion du centenaire de la naissance de Chiara.

## Synopsis
Le 2 septembre 1943, les Alliés bombardent la ville de Trente, causant de nombreuses victimes (it). Chiara Lubich est une institutrice de 23 ans qui amène ses élèves dans un refuge antiaérien, et y retrouve ses amis : Inès, Enrico, Natalia et Dori. Après la proclamation de Badoglio du 8 septembre 1943, le destin des uns et des autres diverge : Gino, médecin, frère de Chiara, décide de rejoindre les partisans, tandis qu'Enrico s'engage aux côtés des Allemands, ce qui repousse son mariage avec Inès. Chiara, quant à elle, se sent appelée à se consacrer à Dieu, et demande conseil au padre Casimiro.
Un nouveau bombardement de la ville est l'occasion pour Chiara et Natalia de se retrouver dans le refuge avec Giosy et Geremia. Chiara iniste auprès du padre Casimiro qui accepte sa démarche de consécration. Elles sont alors plusieurs amies à vouloir vivre l’Évangile concrètement : leur objectif est de « faire que tous soient un », en particulier en secourant les personnes simples en difficulté. Don Achille, quant à lui, désapprouve l'initiative de Chiara et de ses amies, les jugeant imprudentes, parce que leur manque la direction d'un prêtre. En particulier, Inès doit manœuvrer étroitement avec son père, Vittorio Sartori, un responsable fasciste qui menace Gino et qui ne tolère pas l'amitié de sa fille avec Chiara et ses compagnes.
Les compagnes de Chiara s'organisent dans la ville de Trente, avec Inès qui refuse de retourner chez son père. Une nuit, des nazis se présentent à leur maison, juste après que des réfugiés communistes en sont sortis... Mais les amies continuent, et Natalia fait aussi le pas de la consécration.
Entre temps, l'évêque, Carlo De Ferrari (it), s'engage auprès de don Achille à suivre de près l'initiative de Chiara et de ses amies. Gino est arrêté, et Chiara intercède pour lui auprès du père d'Inès, laquelle finit par abandonner le groupe.
Après la fin de la guerre, Chiara retrouve son frère. Le général Sartori, poursuivi pour sa place dans le régime fasciste, demande asile à Chiara qui accepte, ce qui scandalise Gino, mais il finit par comprendre les raisons de sa sœur et aide l'ennemi d'autrefois à passer la frontière.
L'évêque convoque Chiara et, bien que bienveillant, il doit attendre le jugement du Saint Office : ce n'est qu'après deux ans, en 1952, que le Mouvement des Focolari est autorisé, à la condition expresse que Chiara démissionne de sa place de dirigeante, et cesse de participer aux activités dudit mouvement. Chiara accueille la décision avec un peu d'amertume, puis se dédie à porter la parole de Jésus dans le monde. Elle retourne à la montagne, où elle retrouve Enrico et Inès, désormais mariés, et parents d'une petite Chiara, prénommée ainsi en son honneur.
Le 5 décembre 1964 le pape Paul VI approuve définitivement le Mouvement des Focolari. La présidence en est confiée à Chiara. Elle aura contribué au rapprochement de l’Église catholique romaine avec l’Église orthodoxe. Elle aura été la première femme blanche non musulmane à parler dans la mosquée d'Harlem à New York. En tant que femme catholique, elle est invitée à parler à des milliers de moines bouddhistes au Japon et en Thaïlande. Elle a construit des relations profondes avec le monde hindouiste et les Juifs. Le Mouvement s'est diffusé en 180 pays, à travers les cinq continents.

## Production
Le film est produit par Rai Fiction et Eliseo Multimedia, en collaboration avec Trentino Film Commission, avec le soutien de la Fondation Museo storico del Trentino (it). L'essentiel de la production s'est fait dans le Trentin Haut Adige, entre Trente, Rovereto (les premières scènes du film ont été tournées dans le palais Fredigotti (it) de Borgo Sacco), Pergine Valsugana, dans la vallée de Primiero et le Val Canali, dans les environs du lac Welsperg ; le tournage s'est ensuite déplacé dans le Latium, avec quelques scènes tournées à Rome et d'autres dans le centre historique de Viterbe.

## Fiche technique
- Titre original italien : Chiara Lubich - L'amore vince tutto
- Réalisateur : Giacomo Campiotti
- Scénario : Giacomo Campiotti, Luisa Cotta Ramosino, Lea Tafuri
- Photographie : Stefano Ricciotti
- Montage : Brunella Perrotta
- Musique : Carmine Padula
- Scénographie : Sabrina Balestra, Francesco Nitti
- Costumes : Cristina Francioni
- Producteurs : Giusi Buondonno, Gianluca Casagrande, Luca Barbareschi
- Maisons de production : Rai Fiction, Eliseo Multimedia
- Genre : biographie, drame
- Durée : 109 min
- Ratio : 16:9
- Première diffusion: 3 janvier 2021
- Chaine de TV : Rai 1

## Distribution
- Cristiana Capotondi : Chiara Lubich
- Aurora Ruffino : Ines Sartori
- Miriam Cappa : Giosy
- Greta Ferro (it) : Graziella De Luca
- Eugenio Franceschini (it) : Gino Lubich
- Valentina Ghelfi : Natalia
- Sofia Panizzi : Dori
- Roberto Citran : Vittorio Sartori
- Paolo Graziosi : cardinal
- Andrea Tidona : Carlo De Ferrari, évêque
- Maurizio Fanin : don Achille
- Stefano Fregni : Luigi
- Stefano Guerrieri : Enrico
- Federico Vanni : padre Casimiro
- Olivia Manescalchi (it) : Tullia
- Lele Vannoli (it) : Geremia
- Zeno Cescatti : élève de Chiara Lubich
- Carlo Ciechi : élève de Chiara Lubich

## Bande-son
La bande-son a été composée par Carmine Padula (it), que Campiotti a employé deux ans auparavant dans sa série télévisée Ognuno è perfetto. Les 14 morceaux sont enregistrés aux Abbey Rocchi Studios de Rome, sous la direction de Padula avec l’Orchestra Roma Sinfonietta (it).
1. Pericoli – 2:44
2. L'amore vince tutto – 2:50
3. Logos – 2:45
4. Madreterra – 3:12
5. Prudenza – 2:24
6. Tema di Chiara – 2:33
7. Prologo – 1:57
8. Universal Fraternity – 2:11
9. Tema di Gino – 1:53
10. Residui – 3:58
11. Tema di Sartori – 1:19
12. Focolare – 1:11
13. Nazi Theme – 1:52
14. Sguardo di tenerezza – 3:30

## Récompenses
- 2021 – Prix Flaiano[5]
  - Meilleure interprétation féminine pour Cristiana Capotondi